# Lista över fornlämningar i Hudiksvalls kommun (Forsa)
Lista över fornlämningar i Hudiksvalls kommun (Forsa) är en förteckning av ett urval av de fornlämningar som finns i Forsa i Hudiksvalls kommun.
| Namn                         | Lämningstyp                      | Tillkomsttid | Historisk indelning | Plats | Läge                 | ID-nr          | Bild                                 |
| ---------------------------- | -------------------------------- | ------------ | ------------------- | ----- | -------------------- | -------------- | ------------------------------------ |
| Forsa 1:1                    | Röse                             |              | Forsa, Hälsingland  |       | 61.659019, 17.035622 | 10240200010001 | Ladda upp en bild av detta fornminne |
| Forsa 2:1                    | Hög                              |              | Forsa, Hälsingland  |       | 61.662645, 17.011591 | 10240200020001 | Ladda upp en bild av detta fornminne |
| Forsa 2:2                    | Stensättning                     |              | Forsa, Hälsingland  |       | 61.662531, 17.012272 | 10240200020002 | Ladda upp en bild av detta fornminne |
| Forsa 3:1                    | Röse                             |              | Forsa, Hälsingland  |       | 61.666763, 16.900909 | 10240200030001 | Ladda upp en bild av detta fornminne |
| Borgarberget (Forsa 4:1)     | Fornborg                         |              | Forsa, Hälsingland  |       | 61.771073, 16.812713 | 10240200040001 | Ladda upp en bild av detta fornminne |
| Borgarberget (Forsa 4:2)     | Röse                             |              | Forsa, Hälsingland  |       | 61.771174, 16.812667 | 10240200040002 | Ladda upp en bild av detta fornminne |
| Forsa 10:1                   | Stensättning                     |              | Forsa, Hälsingland  |       | 61.782906, 16.870580 | 10240200100001 | Ladda upp en bild av detta fornminne |
| Forsa 19:1                   | Grav- och boplatsområde          |              | Forsa, Hälsingland  |       | 61.759905, 16.905537 | 10240200190001 | Ladda upp en bild av detta fornminne |
| Forsa 20:1                   | Hög                              |              | Forsa, Hälsingland  |       | 61.759989, 16.901852 | 10240200200001 | Ladda upp en bild av detta fornminne |
| Forsa 24:1                   | Stensättning                     |              | Forsa, Hälsingland  |       | 61.762454, 16.911455 | 10240200240001 | Ladda upp en bild av detta fornminne |
| Forsa 24:2                   | Stensättning                     |              | Forsa, Hälsingland  |       | 61.762532, 16.911557 | 10240200240002 | Ladda upp en bild av detta fornminne |
| Rövarklitten (Forsa 25:1)    | Fornborg                         |              | Forsa, Hälsingland  |       | 61.806525, 16.880991 | 10240200250001 | Ladda upp en bild av detta fornminne |
| Forsa 32:1                   | Hög                              |              | Forsa, Hälsingland  |       | 61.757135, 16.903892 | 10240200320001 | Ladda upp en bild av detta fornminne |
| Forsa 32:2                   | Hög                              |              | Forsa, Hälsingland  |       | 61.757082, 16.904155 | 10240200320002 | Ladda upp en bild av detta fornminne |
| Forsa 32:3                   | Stensättning                     |              | Forsa, Hälsingland  |       | 61.757010, 16.903997 | 10240200320003 | Ladda upp en bild av detta fornminne |
| Forsa 33:1                   | Hög                              |              | Forsa, Hälsingland  |       | 61.755123, 16.899247 | 10240200330001 | Ladda upp en bild av detta fornminne |
| Forsa 33:2                   | Hög                              |              | Forsa, Hälsingland  |       | 61.754961, 16.899551 | 10240200330002 | Ladda upp en bild av detta fornminne |
| Forsa 34:1                   | Gravfält                         |              | Forsa, Hälsingland  |       | 61.754232, 16.901556 | 10240200340001 | Ladda upp en bild av detta fornminne |
| Forsa 36:1                   | Hög                              |              | Forsa, Hälsingland  |       | 61.753259, 16.903928 | 10240200360001 | Ladda upp en bild av detta fornminne |
| Forsa 36:2                   | Hög                              |              | Forsa, Hälsingland  |       | 61.753213, 16.904142 | 10240200360002 | Ladda upp en bild av detta fornminne |
| Forsa 37:1                   | Stensättning                     |              | Forsa, Hälsingland  |       | 61.752198, 16.906563 | 10240200370001 | Ladda upp en bild av detta fornminne |
| Forsa 38:1                   | Gravfält                         |              | Forsa, Hälsingland  |       | 61.746461, 16.901082 | 10240200380001 | Ladda upp en bild av detta fornminne |
| Forsa 39:1                   | Stensättning                     |              | Forsa, Hälsingland  |       | 61.741760, 16.896640 | 10240200390001 | Ladda upp en bild av detta fornminne |
| Forsa 39:2                   | Hög                              |              | Forsa, Hälsingland  |       | 61.741720, 16.897127 | 10240200390002 | Ladda upp en bild av detta fornminne |
| Forsa 40:1                   | Stensättning                     |              | Forsa, Hälsingland  |       | 61.745611, 16.896932 | 10240200400001 | Ladda upp en bild av detta fornminne |
| Forsa 40:2                   | Stensättning                     |              | Forsa, Hälsingland  |       | 61.745618, 16.896765 | 10240200400002 | Ladda upp en bild av detta fornminne |
| Forsa 41:1                   | Gravfält                         |              | Forsa, Hälsingland  |       | 61.743970, 16.917101 | 10240200410001 | Ladda upp en bild av detta fornminne |
| Forsa 42:1                   | Hög                              |              | Forsa, Hälsingland  |       | 61.746473, 16.914218 | 10240200420001 | Ladda upp en bild av detta fornminne |
| Forsa 42:2                   | Hög                              |              | Forsa, Hälsingland  |       | 61.746551, 16.913892 | 10240200420002 | Ladda upp en bild av detta fornminne |
| Forsa 42:3                   | Hög                              |              | Forsa, Hälsingland  |       | 61.746605, 16.913731 | 10240200420003 | Ladda upp en bild av detta fornminne |
| Forsa 43:1                   | Hög                              |              | Forsa, Hälsingland  |       | 61.739093, 16.919838 | 10240200430001 | Ladda upp en bild av detta fornminne |
| Forsa 43:2                   | Hög                              |              | Forsa, Hälsingland  |       | 61.739142, 16.919620 | 10240200430002 | Ladda upp en bild av detta fornminne |
| Forsa 44:1                   | Hög                              |              | Forsa, Hälsingland  |       | 61.739967, 16.922187 | 10240200440001 | Ladda upp en bild av detta fornminne |
| Forsa 46:1                   | Hög                              |              | Forsa, Hälsingland  |       | 61.739536, 16.894843 | 10240200460001 | Ladda upp en bild av detta fornminne |
| Forsa 47:1                   | Hög                              |              | Forsa, Hälsingland  |       | 61.740763, 16.895305 | 10240200470001 | Ladda upp en bild av detta fornminne |
| Forsa 48:1                   | Stensättning                     |              | Forsa, Hälsingland  |       | 61.737330, 16.901061 | 10240200480001 | Ladda upp en bild av detta fornminne |
| Forsa 49:1                   | Gravfält                         |              | Forsa, Hälsingland  |       | 61.737451, 16.899448 | 10240200490001 | Ladda upp en bild av detta fornminne |
| Forsa 51:1                   | Hög                              |              | Forsa, Hälsingland  |       | 61.738701, 16.901325 | 10240200510001 | Ladda upp en bild av detta fornminne |
| Forsa 51:2                   | Stensättning                     |              | Forsa, Hälsingland  |       | 61.738786, 16.901177 | 10240200510002 | Ladda upp en bild av detta fornminne |
| Forsa 54:1                   | Hög                              |              | Forsa, Hälsingland  |       | 61.739535, 16.891372 | 10240200540001 | Ladda upp en bild av detta fornminne |
| Forsa 54:2                   | Stensättning                     |              | Forsa, Hälsingland  |       | 61.739433, 16.891144 | 10240200540002 | Ladda upp en bild av detta fornminne |
| Forsa 54:3                   | Stensättning                     |              | Forsa, Hälsingland  |       | 61.739362, 16.891380 | 10240200540003 | Ladda upp en bild av detta fornminne |
| Forsa 55:1                   | Hög                              |              | Forsa, Hälsingland  |       | 61.739387, 16.889452 | 10240200550001 | Ladda upp en bild av detta fornminne |
| Forsa 57:1                   | Stensättning                     |              | Forsa, Hälsingland  |       | 61.741015, 16.889883 | 10240200570001 | Ladda upp en bild av detta fornminne |
| Forsa 57:2                   | Hög                              |              | Forsa, Hälsingland  |       | 61.741136, 16.889766 | 10240200570002 | Ladda upp en bild av detta fornminne |
| Forsa 58:1                   | Hög                              |              | Forsa, Hälsingland  |       | 61.742245, 16.889807 | 10240200580001 | Ladda upp en bild av detta fornminne |
| Forsa 59:1                   | Hög                              |              | Forsa, Hälsingland  |       | 61.737661, 16.898603 | 10240200590001 | Ladda upp en bild av detta fornminne |
| Forsa 61:1                   | Hög                              |              | Forsa, Hälsingland  |       | 61.751918, 16.891993 | 10240200610001 | Ladda upp en bild av detta fornminne |
| Forsa 62:1                   | Stensättning                     |              | Forsa, Hälsingland  |       | 61.750218, 16.891156 | 10240200620001 | Ladda upp en bild av detta fornminne |
| Forsa 63:1                   | Hög                              |              | Forsa, Hälsingland  |       | 61.737386, 16.886804 | 10240200630001 | Ladda upp en bild av detta fornminne |
| Forsa 63:2                   | Hög                              |              | Forsa, Hälsingland  |       | 61.737289, 16.886342 | 10240200630002 | Ladda upp en bild av detta fornminne |
| Forsa 63:3                   | Hög                              |              | Forsa, Hälsingland  |       | 61.737188, 16.886637 | 10240200630003 | Ladda upp en bild av detta fornminne |
| Forsa 64:1                   | Hög                              |              | Forsa, Hälsingland  |       | 61.736587, 16.872444 | 10240200640001 | Ladda upp en bild av detta fornminne |
| Forsa 64:2                   | Hög                              |              | Forsa, Hälsingland  |       | 61.736049, 16.871923 | 10240200640002 | Ladda upp en bild av detta fornminne |
| Forsa 64:3                   | Hög                              |              | Forsa, Hälsingland  |       | 61.735859, 16.872253 | 10240200640003 | Ladda upp en bild av detta fornminne |
| Forsa 65:1                   | Hög                              |              | Forsa, Hälsingland  |       | 61.735595, 16.878393 | 10240200650001 | Ladda upp en bild av detta fornminne |
| Forsa 65:2                   | Stensättning                     |              | Forsa, Hälsingland  |       | 61.735648, 16.878112 | 10240200650002 | Ladda upp en bild av detta fornminne |
| Forsa 69:1                   | Hög                              |              | Forsa, Hälsingland  |       | 61.719998, 16.897925 | 10240200690001 | Ladda upp en bild av detta fornminne |
| Forsa 70:1                   | Stensättning                     |              | Forsa, Hälsingland  |       | 61.718799, 16.900711 | 10240200700001 | Ladda upp en bild av detta fornminne |
| Forsa 71:1                   | Grav- och boplatsområde          |              | Forsa, Hälsingland  |       | 61.717087, 16.919369 | 10240200710001 | Ladda upp en bild av detta fornminne |
| Forsa 73:1                   | Hög                              |              | Forsa, Hälsingland  |       | 61.719014, 16.909043 | 10240200730001 | Ladda upp en bild av detta fornminne |
| Forsa 74:1                   | Gravfält                         |              | Forsa, Hälsingland  |       | 61.725585, 16.905488 | 10240200740001 | Ladda upp en bild av detta fornminne |
| Forsa 75:1                   | Hög                              |              | Forsa, Hälsingland  |       | 61.726737, 16.906556 | 10240200750001 | Ladda upp en bild av detta fornminne |
| Forsa 76:1                   | Hög                              |              | Forsa, Hälsingland  |       | 61.726302, 16.903625 | 10240200760001 | Ladda upp en bild av detta fornminne |
| Forsa 76:2                   | Hög                              |              | Forsa, Hälsingland  |       | 61.726217, 16.903875 | 10240200760002 | Ladda upp en bild av detta fornminne |
| Forsa 77:1                   | Hög                              |              | Forsa, Hälsingland  |       | 61.728389, 16.903910 | 10240200770001 | Ladda upp en bild av detta fornminne |
| Forsa 77:2                   | Stensättning                     |              | Forsa, Hälsingland  |       | 61.728321, 16.903687 | 10240200770002 | Ladda upp en bild av detta fornminne |
| Forsa 77:3                   | Stensättning                     |              | Forsa, Hälsingland  |       | 61.728257, 16.903431 | 10240200770003 | Ladda upp en bild av detta fornminne |
| Forsa 78:1                   | Stensättning                     |              | Forsa, Hälsingland  |       | 61.727998, 16.906157 | 10240200780001 | Ladda upp en bild av detta fornminne |
| Forsa 78:2                   | Stensättning                     |              | Forsa, Hälsingland  |       | 61.728020, 16.906351 | 10240200780002 | Ladda upp en bild av detta fornminne |
| Forsa 78:3                   | Stensättning                     |              | Forsa, Hälsingland  |       | 61.728094, 16.906505 | 10240200780003 | Ladda upp en bild av detta fornminne |
| Forsa 78:4                   | Hög                              |              | Forsa, Hälsingland  |       | 61.728187, 16.906562 | 10240200780004 | Ladda upp en bild av detta fornminne |
| Forsa 80:1                   | Stensättning                     |              | Forsa, Hälsingland  |       | 61.725887, 16.923845 | 10240200800001 | Ladda upp en bild av detta fornminne |
| Forsa 87:1                   | Stensättning                     |              | Forsa, Hälsingland  |       | 61.731688, 16.926366 | 10240200870001 | Ladda upp en bild av detta fornminne |
| Forsa 87:2                   | Hög                              |              | Forsa, Hälsingland  |       | 61.731838, 16.926440 | 10240200870002 | Ladda upp en bild av detta fornminne |
| Forsa 88:1                   | Hög                              |              | Forsa, Hälsingland  |       | 61.728510, 16.931034 | 10240200880001 | Ladda upp en bild av detta fornminne |
| Forsa 89:1                   | Hög                              |              | Forsa, Hälsingland  |       | 61.728815, 16.929415 | 10240200890001 | Ladda upp en bild av detta fornminne |
| Forsa 90:1                   | Hög                              |              | Forsa, Hälsingland  |       | 61.729676, 16.929928 | 10240200900001 | Ladda upp en bild av detta fornminne |
| Forsa 91:1                   | Hög                              |              | Forsa, Hälsingland  |       | 61.729747, 16.929246 | 10240200910001 | Ladda upp en bild av detta fornminne |
| Forsa 91:2                   | Hög                              |              | Forsa, Hälsingland  |       | 61.729870, 16.929247 | 10240200910002 | Ladda upp en bild av detta fornminne |
| Forsa 91:3                   | Stensättning                     |              | Forsa, Hälsingland  |       | 61.729887, 16.928998 | 10240200910003 | Ladda upp en bild av detta fornminne |
| Forsa 92:1                   | Gravfält                         |              | Forsa, Hälsingland  |       | 61.730721, 16.927013 | 10240200920001 | Ladda upp en bild av detta fornminne |
| Forsa 95:1                   | Hög                              |              | Forsa, Hälsingland  |       | 61.731825, 16.922004 | 10240200950001 | Ladda upp en bild av detta fornminne |
| Forsa 96:1                   | Hög                              |              | Forsa, Hälsingland  |       | 61.737947, 16.936660 | 10240200960001 | Ladda upp en bild av detta fornminne |
| Forsa 96:2                   | Stensättning                     |              | Forsa, Hälsingland  |       | 61.738200, 16.936890 | 10240200960002 | Ladda upp en bild av detta fornminne |
| Forsa 96:3                   | Hög                              |              | Forsa, Hälsingland  |       | 61.738054, 16.936369 | 10240200960003 | Ladda upp en bild av detta fornminne |
| Forsa 97:1                   | Husgrund, förhistorisk/medeltida |              | Forsa, Hälsingland  |       | 61.739074, 16.936662 | 10240200970001 | Ladda upp en bild av detta fornminne |
| Forsa 97:2                   | Husgrund, förhistorisk/medeltida |              | Forsa, Hälsingland  |       | 61.739346, 16.935980 | 10240200970002 | Ladda upp en bild av detta fornminne |
| Forsa 98:1                   | Grav- och boplatsområde          |              | Forsa, Hälsingland  |       | 61.741144, 16.930674 | 10240200980001 | Ladda upp en bild av detta fornminne |
| Forsa Prästgård (Forsa 99:1) | Grav- och boplatsområde          |              | Forsa, Hälsingland  |       | 61.742696, 16.930076 | 10240200990001 | Ladda upp en bild av detta fornminne |
| Triftesbacken (Forsa 101:1)  | Grav- och boplatsområde          |              | Forsa, Hälsingland  |       | 61.707445, 16.926266 | 10240201010001 | Ladda upp en bild av detta fornminne |
| Forsa 102:1                  | Hög                              |              | Forsa, Hälsingland  |       | 61.707185, 16.925546 | 10240201020001 | Ladda upp en bild av detta fornminne |
| Forsa 103:1                  | Stensättning                     |              | Forsa, Hälsingland  |       | 61.707990, 16.928006 | 10240201030001 | Ladda upp en bild av detta fornminne |
| Forsa 104:3                  | Stensättning                     |              | Forsa, Hälsingland  |       | 61.707781, 16.928732 | 10240201040003 | Ladda upp en bild av detta fornminne |
| Forsa 106:1                  | Hög                              |              | Forsa, Hälsingland  |       | 61.709305, 16.923344 | 10240201060001 | Ladda upp en bild av detta fornminne |
| Forsa 109:1                  | Grav- och boplatsområde          |              | Forsa, Hälsingland  |       | 61.708321, 16.913704 | 10240201090001 | Ladda upp en bild av detta fornminne |
| Forsa 110:1                  | Hög                              |              | Forsa, Hälsingland  |       | 61.713800, 16.918634 | 10240201100001 | Ladda upp en bild av detta fornminne |
| Forsa 111:1                  | Hög                              |              | Forsa, Hälsingland  |       | 61.701536, 16.928023 | 10240201110001 | Ladda upp en bild av detta fornminne |
| Forsa 111:2                  | Hög                              |              | Forsa, Hälsingland  |       | 61.701574, 16.927941 | 10240201110002 | Ladda upp en bild av detta fornminne |
| Forsa 112:1                  | Hög                              |              | Forsa, Hälsingland  |       | 61.704945, 16.931515 | 10240201120001 | Ladda upp en bild av detta fornminne |
| Forsa 112:2                  | Stensättning                     |              | Forsa, Hälsingland  |       | 61.704977, 16.931127 | 10240201120002 | Ladda upp en bild av detta fornminne |
| Forsa 112:3                  | Hög                              |              | Forsa, Hälsingland  |       | 61.705062, 16.931033 | 10240201120003 | Ladda upp en bild av detta fornminne |
| Forsa 113:1                  | Hög                              |              | Forsa, Hälsingland  |       | 61.696145, 16.924446 | 10240201130001 | Ladda upp en bild av detta fornminne |
| Forsa 113:2                  | Stensättning                     |              | Forsa, Hälsingland  |       | 61.696096, 16.924593 | 10240201130002 | Ladda upp en bild av detta fornminne |
| Forsa 113:3                  | Stensättning                     |              | Forsa, Hälsingland  |       | 61.696054, 16.924866 | 10240201130003 | Ladda upp en bild av detta fornminne |
| Forsa 114:1                  | Hög                              |              | Forsa, Hälsingland  |       | 61.700000, 16.918288 | 10240201140001 | Ladda upp en bild av detta fornminne |
| Forsa 116:1                  | Grav- och boplatsområde          |              | Forsa, Hälsingland  |       | 61.695930, 16.933611 | 10240201160001 | Ladda upp en bild av detta fornminne |
| Forsa 117:1                  | Hög                              |              | Forsa, Hälsingland  |       | 61.697664, 16.934686 | 10240201170001 | Ladda upp en bild av detta fornminne |
| Forsa 117:2                  | Hög                              |              | Forsa, Hälsingland  |       | 61.697570, 16.934602 | 10240201170002 | Ladda upp en bild av detta fornminne |
| Forsa 118:1                  | Gravfält                         |              | Forsa, Hälsingland  |       | 61.693448, 16.923326 | 10240201180001 | Ladda upp en bild av detta fornminne |
| Forsa 119:1                  | Hög                              |              | Forsa, Hälsingland  |       | 61.694418, 16.923738 | 10240201190001 | Ladda upp en bild av detta fornminne |
| Forsa 120:1                  | Hög                              |              | Forsa, Hälsingland  |       | 61.680823, 16.935723 | 10240201200001 | Ladda upp en bild av detta fornminne |
| Forsa 120:2                  | Hög                              |              | Forsa, Hälsingland  |       | 61.680735, 16.935836 | 10240201200002 | Ladda upp en bild av detta fornminne |
| Forsa 121:1                  | Stensättning                     |              | Forsa, Hälsingland  |       | 61.714199, 16.918092 | 10240201210001 | Ladda upp en bild av detta fornminne |
| Forsa 125:1                  | Röse                             |              | Forsa, Hälsingland  |       | 61.679182, 16.927940 | 10240201250001 | Ladda upp en bild av detta fornminne |
| Forsa 125:2                  | Röse                             |              | Forsa, Hälsingland  |       | 61.679094, 16.928081 | 10240201250002 | Ladda upp en bild av detta fornminne |
| Forsa 125:3                  | Hög                              |              | Forsa, Hälsingland  |       | 61.678925, 16.928494 | 10240201250003 | Ladda upp en bild av detta fornminne |
| Forsa 126:1                  | Stensättning                     |              | Forsa, Hälsingland  |       | 61.675992, 16.923812 | 10240201260001 | Ladda upp en bild av detta fornminne |
| Forsa 127:1                  | Stensättning                     |              | Forsa, Hälsingland  |       | 61.694626, 16.938028 | 10240201270001 | Ladda upp en bild av detta fornminne |
| Forsa 132:1                  | Stensättning                     |              | Forsa, Hälsingland  |       | 61.726859, 16.907367 | 10240201320001 | Ladda upp en bild av detta fornminne |
| Forsa 133:1                  | Stensättning                     |              | Forsa, Hälsingland  |       | 61.704793, 16.932936 | 10240201330001 | Ladda upp en bild av detta fornminne |
| Forsa 151:1                  | Stensättning                     |              | Forsa, Hälsingland  |       | 61.735887, 16.946286 | 10240201510001 | Ladda upp en bild av detta fornminne |
| Forsa 152:1                  | Grav- och boplatsområde          |              | Forsa, Hälsingland  |       | 61.735180, 16.951285 | 10240201520001 | Ladda upp en bild av detta fornminne |
| Forsa 153:1                  | Hög                              |              | Forsa, Hälsingland  |       | 61.732233, 16.965098 | 10240201530001 | Ladda upp en bild av detta fornminne |
| Forsa 154:1                  | Hög                              |              | Forsa, Hälsingland  |       | 61.732932, 16.964470 | 10240201540001 | Ladda upp en bild av detta fornminne |
| Forsa 154:2                  | Hög                              |              | Forsa, Hälsingland  |       | 61.732984, 16.964196 | 10240201540002 | Ladda upp en bild av detta fornminne |
| Forsa 155:1                  | Gravfält                         |              | Forsa, Hälsingland  |       | 61.733122, 16.981730 | 10240201550001 | Ladda upp en bild av detta fornminne |
| Forsa 156:1                  | Hög                              |              | Forsa, Hälsingland  |       | 61.731100, 16.983651 | 10240201560001 | Ladda upp en bild av detta fornminne |
| Forsa 156:2                  | Hög                              |              | Forsa, Hälsingland  |       | 61.731179, 16.983401 | 10240201560002 | Ladda upp en bild av detta fornminne |
| Forsa 156:3                  | Hög                              |              | Forsa, Hälsingland  |       | 61.731136, 16.983176 | 10240201560003 | Ladda upp en bild av detta fornminne |
| Forsa 156:4                  | Hög                              |              | Forsa, Hälsingland  |       | 61.731008, 16.983878 | 10240201560004 | Ladda upp en bild av detta fornminne |
| Forsa 157:1                  | Hög                              |              | Forsa, Hälsingland  |       | 61.728478, 16.985717 | 10240201570001 | Ladda upp en bild av detta fornminne |
| Forsa 157:2                  | Stensättning                     |              | Forsa, Hälsingland  |       | 61.728249, 16.985395 | 10240201570002 | Ladda upp en bild av detta fornminne |
| Forsa 157:3                  | Röse                             |              | Forsa, Hälsingland  |       | 61.728139, 16.985155 | 10240201570003 | Ladda upp en bild av detta fornminne |
| Forsa 158:1                  | Gravfält                         |              | Forsa, Hälsingland  |       | 61.725941, 16.963069 | 10240201580001 | Ladda upp en bild av detta fornminne |
| Kusberget (Forsa 160:1)      | Grav- och boplatsområde          |              | Forsa, Hälsingland  |       | 61.709147, 16.943000 | 10240201600001 | Ladda upp en bild av detta fornminne |
| Forsa 161:1                  | Stensättning                     |              | Forsa, Hälsingland  |       | 61.710787, 16.940255 | 10240201610001 | Ladda upp en bild av detta fornminne |
| Forsa 161:2                  | Stensättning                     |              | Forsa, Hälsingland  |       | 61.710730, 16.940505 | 10240201610002 | Ladda upp en bild av detta fornminne |
| Forsa 162:1                  | Gravfält                         |              | Forsa, Hälsingland  |       | 61.700304, 16.953465 | 10240201620001 | Ladda upp en bild av detta fornminne |
| Forsa 163:1                  | Hög                              |              | Forsa, Hälsingland  |       | 61.703038, 16.954214 | 10240201630001 | Ladda upp en bild av detta fornminne |
| Forsa 163:2                  | Hög                              |              | Forsa, Hälsingland  |       | 61.702846, 16.954755 | 10240201630002 | Ladda upp en bild av detta fornminne |
| Forsa 164:1                  | Hög                              |              | Forsa, Hälsingland  |       | 61.699792, 16.956804 | 10240201640001 | Ladda upp en bild av detta fornminne |
| Forsa 165:1                  | Hög                              |              | Forsa, Hälsingland  |       | 61.698029, 16.956065 | 10240201650001 | Ladda upp en bild av detta fornminne |
| Forsa 166:1                  | Hög                              |              | Forsa, Hälsingland  |       | 61.697460, 16.948537 | 10240201660001 | Ladda upp en bild av detta fornminne |
| Forsa 168:1                  | Gravfält                         |              | Forsa, Hälsingland  |       | 61.694405, 16.951429 | 10240201680001 | Ladda upp en bild av detta fornminne |
| Forsa 169:1                  | Hög                              |              | Forsa, Hälsingland  |       | 61.694292, 16.950180 | 10240201690001 | Ladda upp en bild av detta fornminne |
| Forsa 170:1                  | Hög                              |              | Forsa, Hälsingland  |       | 61.693730, 16.950689 | 10240201700001 | Ladda upp en bild av detta fornminne |
| Forsa 170:2                  | Stensättning                     |              | Forsa, Hälsingland  |       | 61.693434, 16.950804 | 10240201700002 | Ladda upp en bild av detta fornminne |
| Forsa 170:3                  | Stensättning                     |              | Forsa, Hälsingland  |       | 61.693368, 16.950555 | 10240201700003 | Ladda upp en bild av detta fornminne |
| Forsa 170:4                  | Stensättning                     |              | Forsa, Hälsingland  |       | 61.693506, 16.950366 | 10240201700004 | Ladda upp en bild av detta fornminne |
| Forsa 170:5                  | Stensättning                     |              | Forsa, Hälsingland  |       | 61.693206, 16.950103 | 10240201700005 | Ladda upp en bild av detta fornminne |
| Forsa 171:1                  | Gravfält                         |              | Forsa, Hälsingland  |       | 61.693755, 16.956772 | 10240201710001 | Ladda upp en bild av detta fornminne |
| Forsa 175:1                  | Hög                              |              | Forsa, Hälsingland  |       | 61.694311, 16.943500 | 10240201750001 | Ladda upp en bild av detta fornminne |
| Forsa 177:1                  | Hög                              |              | Forsa, Hälsingland  |       | 61.678060, 16.939251 | 10240201770001 | Ladda upp en bild av detta fornminne |
| Forsa 177:2                  | Hög                              |              | Forsa, Hälsingland  |       | 61.678163, 16.939241 | 10240201770002 | Ladda upp en bild av detta fornminne |
| Forsa 177:3                  | Hög                              |              | Forsa, Hälsingland  |       | 61.678207, 16.939021 | 10240201770003 | Ladda upp en bild av detta fornminne |
| Forsa 178:1                  | Hög                              |              | Forsa, Hälsingland  |       | 61.681192, 16.942561 | 10240201780001 | Ladda upp en bild av detta fornminne |
| Forsa 178:2                  | Stensättning                     |              | Forsa, Hälsingland  |       | 61.681092, 16.942411 | 10240201780002 | Ladda upp en bild av detta fornminne |
| Forsa 179:1                  | Gravfält                         |              | Forsa, Hälsingland  |       | 61.676882, 16.950018 | 10240201790001 | Ladda upp en bild av detta fornminne |
| Forsa 180:1                  | Hög                              |              | Forsa, Hälsingland  |       | 61.676244, 16.951919 | 10240201800001 | Ladda upp en bild av detta fornminne |
| Forsa 180:2                  | Stensättning                     |              | Forsa, Hälsingland  |       | 61.676138, 16.951939 | 10240201800002 | Ladda upp en bild av detta fornminne |
| Forsa 180:3                  | Husgrund, förhistorisk/medeltida |              | Forsa, Hälsingland  |       | 61.675930, 16.951109 | 10240201800003 | Ladda upp en bild av detta fornminne |
| Forsa 181:1                  | Röse                             |              | Forsa, Hälsingland  |       | 61.674952, 16.950181 | 10240201810001 | Ladda upp en bild av detta fornminne |
| Forsa 181:2                  | Stensättning                     |              | Forsa, Hälsingland  |       | 61.674908, 16.950371 | 10240201810002 | Ladda upp en bild av detta fornminne |
| Forsa 183:1                  | Stensättning                     |              | Forsa, Hälsingland  |       | 61.674258, 16.953294 | 10240201830001 | Ladda upp en bild av detta fornminne |
| Forsa 183:2                  | Stensättning                     |              | Forsa, Hälsingland  |       | 61.674161, 16.953202 | 10240201830002 | Ladda upp en bild av detta fornminne |
| Forsa 184:1                  | Hög                              |              | Forsa, Hälsingland  |       | 61.672858, 16.955784 | 10240201840001 | Ladda upp en bild av detta fornminne |
| Forsa 184:2                  | Hög                              |              | Forsa, Hälsingland  |       | 61.672771, 16.955851 | 10240201840002 | Ladda upp en bild av detta fornminne |
| Forsa 185:1                  | Hög                              |              | Forsa, Hälsingland  |       | 61.686957, 16.956787 | 10240201850001 | Ladda upp en bild av detta fornminne |
| Forsa 186:1                  | Hög                              |              | Forsa, Hälsingland  |       | 61.686217, 16.951248 | 10240201860001 | Ladda upp en bild av detta fornminne |
| Forsa 187:1                  | Gravfält                         |              | Forsa, Hälsingland  |       | 61.688365, 16.949832 | 10240201870001 | Ladda upp en bild av detta fornminne |
| Forsa 189:1                  | Stensättning                     |              | Forsa, Hälsingland  |       | 61.684828, 16.985206 | 10240201890001 | Ladda upp en bild av detta fornminne |
| Forsa 190:1                  | Hög                              |              | Forsa, Hälsingland  |       | 61.685854, 16.987736 | 10240201900001 | Ladda upp en bild av detta fornminne |
| Forsa 190:2                  | Hög                              |              | Forsa, Hälsingland  |       | 61.686418, 16.987833 | 10240201900002 | Ladda upp en bild av detta fornminne |
| Forsa 191:1                  | Stensättning                     |              | Forsa, Hälsingland  |       | 61.686553, 16.956935 | 10240201910001 | Ladda upp en bild av detta fornminne |
| Forsa 191:2                  | Stensättning                     |              | Forsa, Hälsingland  |       | 61.686498, 16.957245 | 10240201910002 | Ladda upp en bild av detta fornminne |
| Forsa 193:1                  | Hög                              |              | Forsa, Hälsingland  |       | 61.683334, 16.960499 | 10240201930001 | Ladda upp en bild av detta fornminne |
| Forsa 193:3                  | Hög                              |              | Forsa, Hälsingland  |       | 61.683174, 16.960243 | 10240201930003 | Ladda upp en bild av detta fornminne |
| Forsa 194:1                  | Hög                              |              | Forsa, Hälsingland  |       | 61.687825, 16.997257 | 10240201940001 | Ladda upp en bild av detta fornminne |
| Forsa 194:2                  | Hög                              |              | Forsa, Hälsingland  |       | 61.687977, 16.997443 | 10240201940002 | Ladda upp en bild av detta fornminne |
| Forsa 195:1                  | Hög                              |              | Forsa, Hälsingland  |       | 61.733703, 16.956909 | 10240201950001 | Ladda upp en bild av detta fornminne |
| Forsa 195:2                  | Stensättning                     |              | Forsa, Hälsingland  |       | 61.733878, 16.956896 | 10240201950002 | Ladda upp en bild av detta fornminne |
| Forsa 198:1                  | Hög                              |              | Forsa, Hälsingland  |       | 61.737154, 16.943675 | 10240201980001 | Ladda upp en bild av detta fornminne |
| Forsa 199:1                  | Gravfält                         |              | Forsa, Hälsingland  |       | 61.710208, 16.938777 | 10240201990001 | Ladda upp en bild av detta fornminne |
| Forsa 202:1                  | Hög                              |              | Forsa, Hälsingland  |       | 61.797751, 16.896094 | 10240202020001 | Ladda upp en bild av detta fornminne |
| Forsa 202:2                  | Hög                              |              | Forsa, Hälsingland  |       | 61.797840, 16.896326 | 10240202020002 | Ladda upp en bild av detta fornminne |
| Forsa 202:3                  | Hög                              |              | Forsa, Hälsingland  |       | 61.797856, 16.896614 | 10240202020003 | Ladda upp en bild av detta fornminne |
| Forsa 203:1                  | Hög                              |              | Forsa, Hälsingland  |       | 61.798620, 16.895314 | 10240202030001 | Ladda upp en bild av detta fornminne |
| Forsa 203:2                  | Stensättning                     |              | Forsa, Hälsingland  |       | 61.798686, 16.895297 | 10240202030002 | Ladda upp en bild av detta fornminne |
| Forsa 203:3                  | Hög                              |              | Forsa, Hälsingland  |       | 61.798762, 16.895213 | 10240202030003 | Ladda upp en bild av detta fornminne |
| Forsa 204:1                  | Borg                             |              | Forsa, Hälsingland  |       | 61.791978, 16.839703 | 10240202040001 | Ladda upp en bild av detta fornminne |
| Forsa 205:1                  | Gravfält                         |              | Forsa, Hälsingland  |       | 61.742195, 16.866106 | 10240202050001 | Ladda upp en bild av detta fornminne |
| Forsa 206:1                  | Stensättning                     |              | Forsa, Hälsingland  |       | 61.741586, 16.866952 | 10240202060001 | Ladda upp en bild av detta fornminne |
| Forsa 213:1                  | Gravfält                         |              | Forsa, Hälsingland  |       | 61.761414, 16.969558 | 10240202130001 | Ladda upp en bild av detta fornminne |
| Forsa 217:1                  | Stensättning                     |              | Forsa, Hälsingland  |       | 61.770999, 16.945317 | 10240202170001 | Ladda upp en bild av detta fornminne |
| Forsa 224:1                  | Stensättning                     |              | Forsa, Hälsingland  |       | 61.732649, 16.925179 | 10240202240001 | Ladda upp en bild av detta fornminne |
| Forsa 258:1                  | Stensättning                     |              | Forsa, Hälsingland  |       | 61.711000, 16.941285 | 10240202580001 | Ladda upp en bild av detta fornminne |
| Forsa 263:1                  | Stensättning                     |              | Forsa, Hälsingland  |       | 61.708521, 16.928077 | 10240202630001 | Ladda upp en bild av detta fornminne |
| Forsa 268:1                  | Stensättning                     |              | Forsa, Hälsingland  |       | 61.712185, 16.941140 | 10240202680001 | Ladda upp en bild av detta fornminne |
| Forsa 269:2                  | Hög                              |              | Forsa, Hälsingland  |       | 61.708852, 16.932013 | 10240202690002 | Ladda upp en bild av detta fornminne |
| Forsa 269:3                  | Hög                              |              | Forsa, Hälsingland  |       | 61.708784, 16.931795 | 10240202690003 | Ladda upp en bild av detta fornminne |
| Forsa 273:1                  | Stensättning                     |              | Forsa, Hälsingland  |       | 61.762674, 16.950603 | 10240202730001 | Ladda upp en bild av detta fornminne |
| Forsa 274:1                  | Gravfält                         |              | Forsa, Hälsingland  |       | 61.762828, 16.951915 | 10240202740001 | Ladda upp en bild av detta fornminne |
| Forsa 275:1                  | Hög                              |              | Forsa, Hälsingland  |       | 61.758324, 16.950523 | 10240202750001 | Ladda upp en bild av detta fornminne |
| Forsa 275:2                  | Stensättning                     |              | Forsa, Hälsingland  |       | 61.758478, 16.950182 | 10240202750002 | Ladda upp en bild av detta fornminne |
| Forsa 275:3                  | Stensättning                     |              | Forsa, Hälsingland  |       | 61.758391, 16.950200 | 10240202750003 | Ladda upp en bild av detta fornminne |
| Forsa 275:4                  | Stensättning                     |              | Forsa, Hälsingland  |       | 61.758445, 16.950386 | 10240202750004 | Ladda upp en bild av detta fornminne |
| Forsa 280:1                  | Stensättning                     |              | Forsa, Hälsingland  |       | 61.676565, 16.947491 | 10240202800001 | Ladda upp en bild av detta fornminne |
| Forsa 281:1                  | Stensättning                     |              | Forsa, Hälsingland  |       | 61.676945, 16.945966 | 10240202810001 | Ladda upp en bild av detta fornminne |
| Forsa 296:1                  | Gravfält                         |              | Forsa, Hälsingland  |       | 61.736088, 16.960989 | 10240202960001 | Ladda upp en bild av detta fornminne |
| Forsa 297:1                  | Stensättning                     |              | Forsa, Hälsingland  |       | 61.735544, 16.960081 | 10240202970001 | Ladda upp en bild av detta fornminne |
| Forsa 297:2                  | Stensättning                     |              | Forsa, Hälsingland  |       | 61.735585, 16.959897 | 10240202970002 | Ladda upp en bild av detta fornminne |
| Forsa 297:3                  | Stensättning                     |              | Forsa, Hälsingland  |       | 61.735452, 16.960112 | 10240202970003 | Ladda upp en bild av detta fornminne |
| Forsa 298:1                  | Stensättning                     |              | Forsa, Hälsingland  |       | 61.735989, 16.948602 | 10240202980001 | Ladda upp en bild av detta fornminne |
| Forsa 338:1                  | Stensättning                     |              | Forsa, Hälsingland  |       | 61.727832, 16.904988 | 10240203380001 | Ladda upp en bild av detta fornminne |